# اجبار ۲
اجبار ۲ (به انگلیسی: Force 2) فیلمی محصول سال ۲۰۱۶ و به کارگردانی آبهینی دئو است. در این فیلم بازیگرانی همچون جان آبراهام، سوناکشی سینها، طاهر راج بهاسین، عادل حسین، جنلیا دی‌سوزا، راج بابار، بومان ایرانی ایفای نقش کرده‌اند.
این فیلم دنباله فیلم اجبار می‌باشد.

## داستان
یک مأمور نفوذی پلیس توسط خلافکاران کشته می‌شود، دوست او که یاشواردان سینگ(جان آبراهام) نام دارد و یک پلیس است از مافوقش درخواست می‌کند تا به این پرونده رسیدگی کند همچنین چند مأمور نفوذی دیگر هم کشته می‌شوند بنابراین با مأموریت او موافقت می‌شود. یاشواردان همراه یک مأمور امنیتی به نام مخفف کی کی (سوناکشی سینها) که نام کاملش کاملجیت کائور است به بوداپست می‌رود.
آن جا آن‌ها به دنبال عاملی که این مأموران را لو داده می‌گردند و یک مترجم سفارت به نام شیو شارمال را دستگیر می‌کنند ولی پس از مدت کوتاهی شیو شارمال فرار می‌کند. یاشواردان سینگ متوجه می‌شود شیو چند سال قبل مرده‌است و فردی به نام رودرا پرتاب سینگ خودش را جای او جا زده‌است. پدر پرتاب مأمور نفوذی بوده‌است و کشته شده اما چون حق و حقوق او داده نشده‌است فرزندش حالا دنبال انتقام است او مأموران مخفی را لو می‌دهد تا با خلافکاران معامله کند و به کمک آن‌ها وزیری را که مقصر این وضع می‌داند بکشد.
در پایان در یک مراسمی که که پرتاب می‌خواهد نقشه اش را عملی کند، یاشواردان و کائور موفق می‌شوند جان وزیر را نجات دهند و یاشواردان با یک شلیک پرتاب را می‌کشد و با تهدید وزیر حقوق مأموران مخفی را به خانواده آن‌ها بازمی‌گرداند.